# Ben Taib
Ben Taib (arabă بن الطيب) este un oraș în Maroc. Are 70.446 de locuitori.